# Medúlla
Medúlla is het vijfde studioalbum van de IJslandse zangeres Björk.

## Instrumenten
Het bijzondere aan dit album is dat er geprobeerd is geen instrumenten te gebruiken. Alles is met menselijke stem-klanken gedaan, op enkele kleine dingen na. Vooral in het nummer 'Who is it?' is goed te horen dat er geen instrumenten zijn gebruikt. Björk levert hier een uniek album mee af. Critici waren hier positief over ondanks dat sommige het te veel op het vorige album Vespertine vonden lijken.

## Tracklisting
1. "Pleasure Is All Mine"
2. "Show Me Forgiveniss"
3. "Where Is the Line?"
4. "Vökuró"
5. "Öll Birtan"
6. "Who Is It?"
7. "Submarine"
8. "Desired Constellation"
9. "Oceania"
10. "Sonnets / Unrealities XI"
11. "Ancestors"
12. "Mouth's Cradle"
13. "Miðvikudags"
14. "Triumph Of A Heart"

De Japanse uitgave van het album bevat de bonustrack: "Komið".
Alle nummers zijn geschreven door Björk, behalve:
- "Vökuró": Naar een gedicht van de IJslandse schrijfster Jakobína Sigurðardóttir (1918 - 1994). De muziek was gecomponeerd door Jórunn Viðar (1918 - 2017)
- "Desired Constellation": Björk en Olivier Alary.
- "Oceania": Björk en Sjòn.
- "Sonnets/Unrealities XI": E.E Cummings.
- "Ancestors": Björk en Tagaq.

## Singles
Björk zong Oceania live bij de opening van de Olympische Spelen in 2004. Oceania is de 1e single van het album. Hierop volgde Who Is It? en Triumph Of A Heart. Where Is The Line? was als vierde single gepland maar is nooit uitgekomen vanwege de release van Drawing Restraint 9.

## Betekenis
Op haar website legt Björk de betekenis van Medúlla uit: The inner or deep part of an animal or plant structure.